# Бостан, Ешим
Ешим Бостан (тур. Yeşim Bostan; род. 24 мая 1995) — турецкая лучница, специализирующаяся в дисциплине блочный лук. Серебряный призёр чемпионата мира, чемпионка мира среди юниоров.

## Биография
Ешим Бостан родилась 24 мая 1995 года. Она начала заниматься стрельбой из лука в 2012 году, а в 2014 дебютировала на международной арене. Она является студенткой, среди её увлечений выделяются чтение и музыка.

## Карьера
В первый год своих выступлений, она стала чемпионкой мира среди юниоров на турнире в Ниме в составе женской сборной.
На первом этапе Кубка мира в Шанхае в 2015 году завоевала в паре с Демиром Эльмаагачлы серебряную медаль.
В 2016 году она завоевала в паре с Эвреном Чагыраном серебряную медаль в Улан-Баторе на университетском чемпионате мира. На Кубке мира в Шанхае завоевала бронзу в составе женской команды, а на домашнем турнире в Анталье завоевала бронзу, которая стала первой домашней медалью турецких лучниц. Она вышла в Финал Кубка мира в Оденсе, но там она уступила Саре Соннихсен из Дании и стала четвёртой.
В 2017 году на этапе Кубка мира в Берлине уступила в финале личного турнира датчанке Саре Соннихсен. Это позволило ей выйти в Финал Кубка мира в Риме второй год подряд, и на этот раз ей удалось взять медаль — бронзу. Бостан приняла участие на зимнем этапе Кубка мира в Ниме, где уступила в финале россиянке Наталье Авдеевой.
На чемпионате мира в Мехико завоевала личное серебро, уступив в финале кореянке Сон Ён Су со счётом 143:145. На Летней Универсиаде в Тайбэе завоевала две медали: бронзу в команде с Гизем Эльмаагачлы и Джансу Эджем Коскун, а также серебро в смешанной паре с Демиром Эльмаагачлы.
На домашнем этапе в Анталье турчанка впервые в карьере выиграла золото Кубка мира, победив американку Пейдж Пирс. Завоевала золото Финала Кубка мира в Самсуне в паре с Демиром Эльмаагачлы, победив в решающем поединке сборную Индии. В 2018 году Бостан вновь стала серебряным призёром чемпионата мира, на этот раз в помещении в Янктоне. В финале она уступила россиянке Наталье Авдеевой.
В 2019 году завоевала три медали Кубка мира: в командном женском турнире бронзу в Шанхае и золото в Берлине и в парном смешанном с Мухаммедом Етим бронзу в Анталье. На Европейских играх в Минске завоевала бронзовую медаль в турнире смешанных команд. На Универсиаде в Неаполе завоевала личную бронзу и командное серебро.